# العلاقات الجنوب إفريقية الطاجيكستانية
العلاقات الجنوب أفريقية الطاجيكستانية هي العلاقات الثنائية التي تجمع بين جنوب أفريقيا وطاجيكستان.

## مقارنة بين البلدين
هذه مقارنة عامة ومرجعية للدولتين:
| وجه المقارنة                                              | جنوب أفريقيا | طاجيكستان                          |
| --------------------------------------------------------- | --- | ---------------------------------- |
| المساحة (كم2)                                             | 1.22 مليون | 143.10 ألف                         |
| عدد السكان (نسمة)                                         | 57.73 مليون | 8.92 مليون                         |
| الكثافة السكانية (ن./كم²)                                 | 47.32 | 62.33                              |
| العاصمة                                                   | بريتوريا، بلومفونتين، كيب تاون | دوشنبه                             |
| اللغة الرسمية                                             | لغة إنجليزية، اللغة الأفريقانية، اللغة النديبلي الجنوبية، اللغة السوثو الشمالية، اللغة السوتية، لغة سوازي، اللغة التسونجا، اللغة التسوانية، اللغة الفيندية، اللغة الكوسية، اللغة الزولوية | اللغة الطاجيكية                    |
| العملة                                                    | راند جنوب أفريقي | ساماني طاجيكي، الروبل الطاجيكستاني |
| الناتج المحلي الإجمالي (بليون دولار)                      | 349.42 مليار | 7.15 مليار                         |
| الناتج المحلي الإجمالي (تعادل القوة الشرائية) بليون دولار | 725.91 مليار | 24.03 مليار                        |
| الناتج المحلي الإجمالي الاسمي للفرد دولار أمريكي          | 5.72 ألف | 925                                |
| الناتج المحلي الإجمالي للفرد دولار أمريكي                 | 13.05 ألف | 2.69 ألف                           |
| مؤشر التنمية البشرية                                      | 0.666 | 0.624                              |
| رمز المكالمات الدولي                                      | +27 | +992                               |
| رمز الإنترنت                                              | .za | .tj                                |
| المنطقة الزمنية                                           | ت ع م+02:00، أفريقيا/جوهانسبرغ ‏ | ت ع م+05:00                        |

## منظمات دولية مشتركة
يشترك البلدان في عضوية مجموعة من المنظمات الدولية، منها:
| علم المنظمة | اسم المنظمة                        | تاريخ انضمام جنوب أفريقيا | تاريخ انضمام طاجيكستان |
| ----------- | ---------------------------------- | ------------------------- | ---------------------- |
|             | مؤسسة التنمية الدولية              | 12 أكتوبر 1960            | 4 يونيو 1993           |
|             | مؤسسة التمويل الدولية              | 3 أبريل 1957              | 2 ديسمبر 1994          |
|             | منظمة حظر الأسلحة الكيميائية       | ?                         | ?                      |
|             | الأمم المتحدة                      | 7 نوفمبر 1945             | 2 مارس 1992            |
|             | الاتحاد الدولي للاتصالات           | 1910                      | 28 أبريل 1994          |
|             | منظمة الشرطة الجنائية الدولية      | ?                         | ?                      |
|             | البنك الدولي للإنشاء والتعمير      | 27 ديسمبر 1945            | 4 يونيو 1993           |
|             | الاتحاد البريدي العالمي            | ?                         | ?                      |
|             | وكالة ضمان الاستثمار متعدد الأطراف | 10 مارس 1994              | 9 ديسمبر 2002          |
|             | يونسكو                             | 4 نوفمبر 1946             | 6 أبريل 1993           |
|             | الفريق المعني برصد الأرض           | ?                         | ?                      |

## وصلات خارجية
- موقع وزارة الخارجية الجنوب أفريقية